# Ludwig Neher
Ludwig Neher (* 9. Juli 1850 in Stuttgart; † 17. Mai 1916 in Frankfurt am Main; vollständiger Name: Ludwig Franz Michael Neher bzw. Ludwig von Neher) war ein deutscher Architekt.

## Leben
Sein Großvater Joseph Anton Neher (1776–1832) in Biberach an der Riß war Kunstmaler. Sein Vater Bernhard von Neher war ein bekannter Historienmaler.
Von 1869 bis 1873 absolvierte er seine Ausbildung am Polytechnikum Stuttgart. Seit 1873 wirkte er in Frankfurt am Main, zunächst als Mitarbeiter bei Paul Wallot und 1876 bis 1879 im Architekturbüro von Carl Jonas Mylius und Alfred Friedrich Bluntschli. Später arbeitete er zeitweise mit dem dänischen Architekten Aage von Kauffmann (1852–1922) und mit dem Architekten Franz von Hoven zusammen. 1903 erhielt er mit Franz von Hoven auf der Großen Berliner Kunstausstellung eine kleine Goldmedaille.

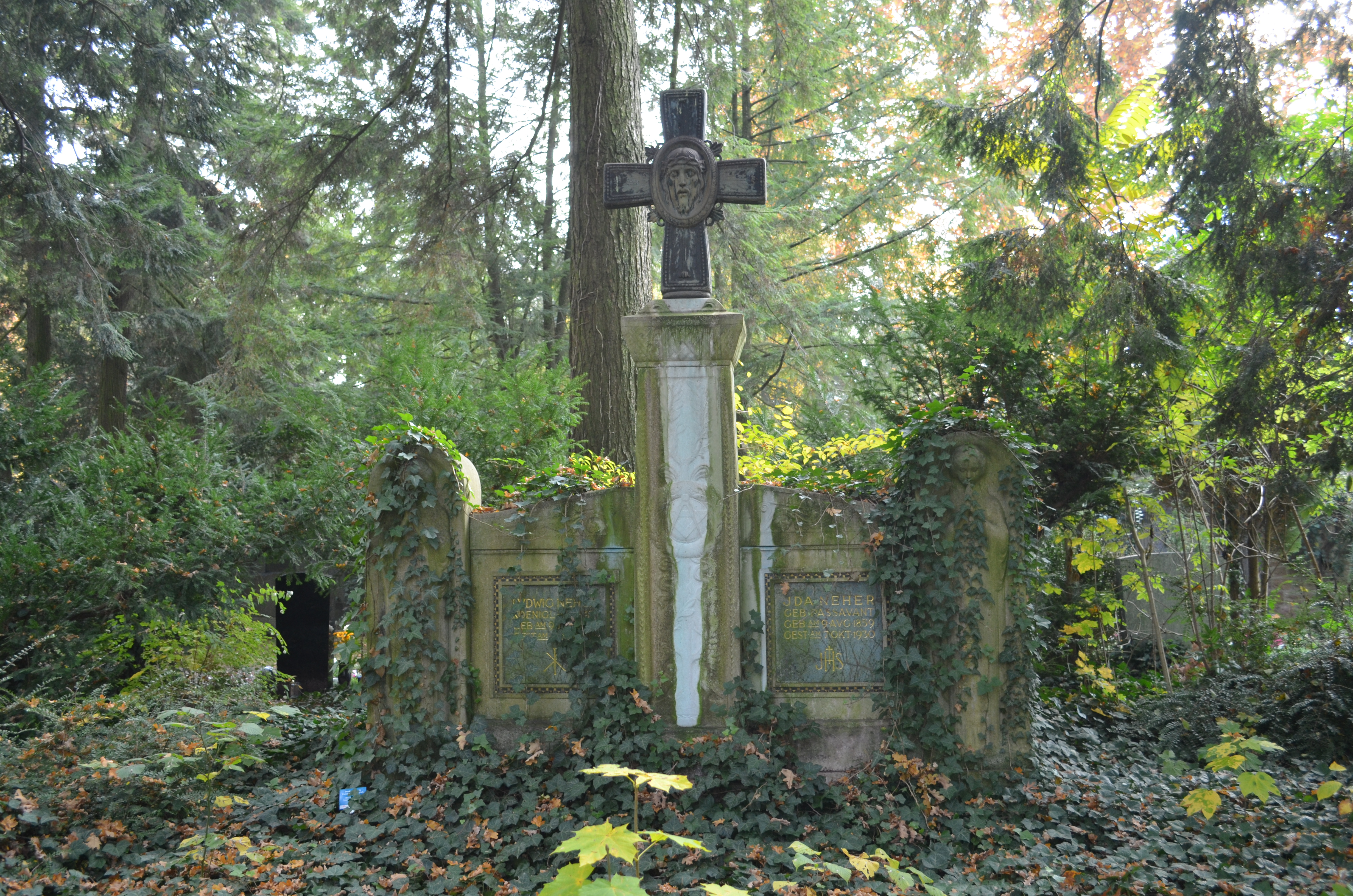
Grab von Ludwig Neher

Er ist auf dem Hauptfriedhof in Frankfurt am Main begraben. Sein Grab steht unter Denkmalschutz.

## Bauten und Entwürfe

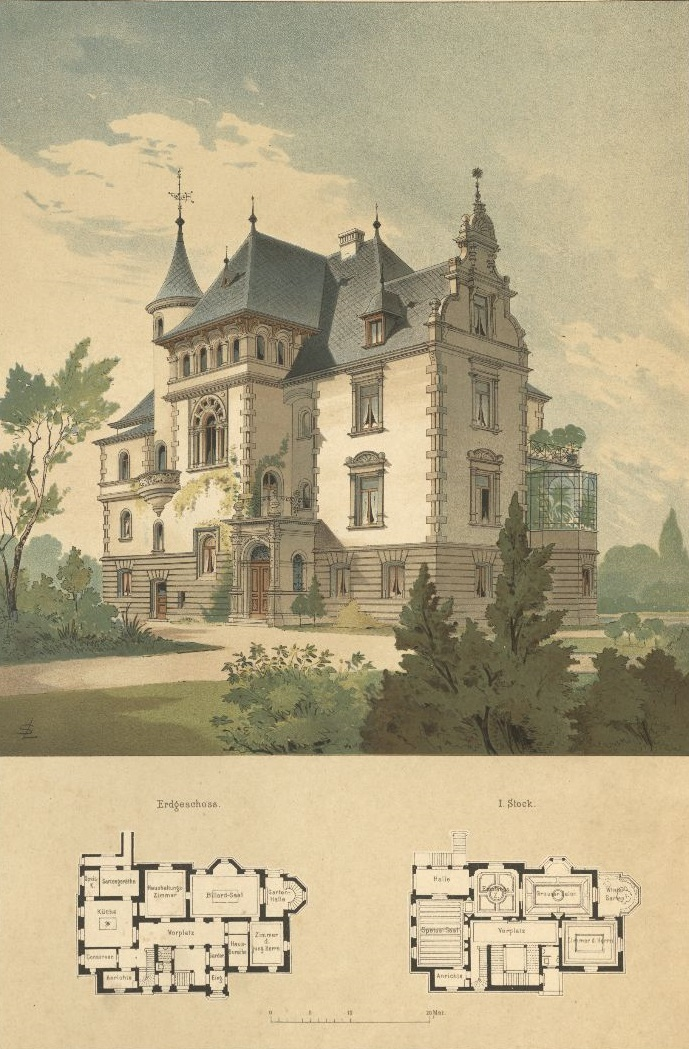
Villa in Hanau

- 1886: Villa Varrentrapp in Frankfurt (gemeinsam mit Aage von Kauffmann, unter Denkmalschutz)[1]
- 1887–1889: Villa Kissel in Frankfurt (gemeinsam mit Aage von Kauffmann, unter Denkmalschutz)[2]
- 1890–1891: Villa Pflugensberg in Eisenach, Dr.-Moritz-Mitzenheim-Straße 2a (gemeinsam mit Aage von Kauffmann)[3]
- 1893: Lutherkirche in Frankfurt
- 1893–1894: Landhaus der Familie Guaita
- 1894: Villa für Walther vom Rath in Frankfurt
- 1894: Mehrfamilienwohnhaus Untermainkai 29/30 in Frankfurt (gemeinsam mit Aage von Kauffmann, unter Denkmalschutz)[4]
- 1897–1898: Wohnhaus für Direktor J. Stroof in Frankfurt
- 1898: eigenes Wohnhaus („Villa Neher“) in Frankfurt am Main, Untermainkai 64 / Wiesenhüttenstraße 1 (erhalten, in den typischen Formen der Neugotik und Neorenaissance)[5]
- 1900–1908: Erweiterungsbau des Rathauses (genannt „Stadthaus“, „Neues Rathaus“ oder „Bürgersaalbau“) in Frankfurt (gemeinsam mit Franz von Hoven)

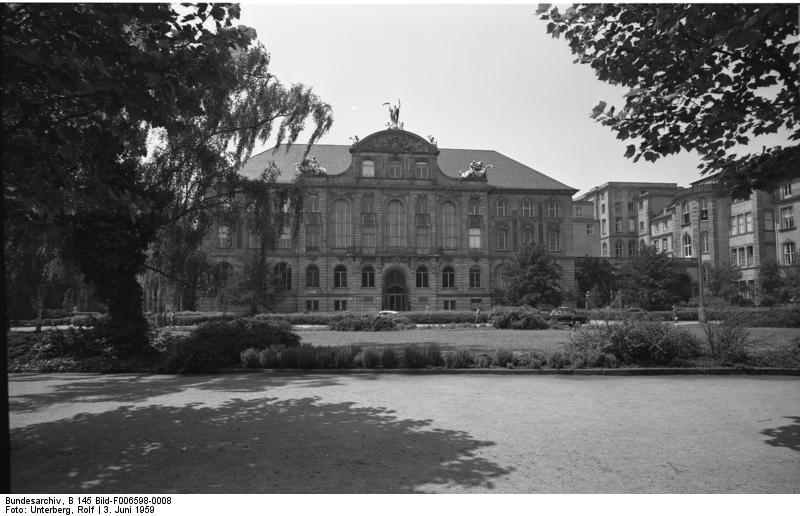
Senckenberg-Museum, 1959

- 1904–1907: Senckenbergmuseum in Frankfurt[6]
- 1906: Jügelhaus in Frankfurt am Main, späteres Hauptgebäude der Johann-Wolfgang-Goethe-Universität
- Umbau des Palmengartensaales in Frankfurt

Außerdem entwarf Neher zahlreiche Privatvillen, Bankgebäude und Geschäftshäuser, die aber fast alle im Zweiten Weltkrieg zerstört wurden.